# Gaspard II de Heu
Pour les articles homonymes, voir Heu.
Gaspard II de Heu, écuyer, seigneur d’Ennery (-1593) est un seigneur huguenot. Il est le dernier descendant de la branche messine de la maison de Heu.

## Biographie
En 1551, Gaspard, encore mineur, hérite de la seigneurie d’Ennery de son oncle Nicolas IV de Heu, écuyer, mort le 25 août 1547, qui n’a pas eu d’enfant mâle. La possession d’Ennery est encore disputée en 1561 entre lui et sa cousine Élisabeth de Heu.
Gaspard II est également seigneur de Buy en pays messin et aussi co-seigneur de Clervaux.
En 1578, il assiège le château de Logne.
Il épouse avant 1575 Marguerite von Velbrück, Dame de Beaufort et fait de son château de Beaufort un repaire de reformés qui pillent les environs : le 17 janvier 1593, 1 200 de ses partisans attaquent Saint-Vith, dont le seigneur d’Orley qui est capturé, mais « la grace lui fut accordée à condition qu’il procuroit la capture dudit seigneur de Heu, ce qu’il accepta ; auquel effet ayant choisi celui-cy pour parein d’un de ses enfants et adverty le comte de Mansfelt, gouverneur de Luxembourg, du jour et lieu de la célébration du baptême ». Gaspard est arrêté, fait prisonnier à Luxembourg et accusé « d’homicides, assassinats, rapines, enlèvements et emprisonnements de marchands passant sous la sauvegarde du roi. ». Il est condamné, à la suite d'un procès sommaire, à avoir la « teste tranchée et ses biens confisquéz ». Son exécution a lieu le 15 avril 1593 et son corps est enterré au cloitre des pères cordeliers de Luxembourg.

## Famille
Gaspard II est le fils de Gaspard de Heu, écuyer, et de Jeanne de Louvain de Rognac. Il a trois enfants de son mariage avec Marguerite von Velbrück, fille de Bernhard, Seigneur de Beaufort, et de Eva von Bommelsberg :
- Odile de Heu, Baronne de Beaufort, mariée en 1596 à Henri de Chalon, capitaine de cavalerie, prévôt de Saint-Mard et Virton, fils de Palamède, et de la Princesse Polyxena von Mansfeld, dont postérité ;
- Jeanne de Heu (-†1631) ;
- Gaspard III de Heu, écuyer (-†1573 Munshausen-les-Clervaux).